# União das Freguesias de Conceição e Estoi
União das Freguesias de Conceição e Estoi, kurz Conceição e Estoi ist eine Gemeinde (Freguesia) im Kreis (Concelho) von Faro im Süden Portugals.
In der Gemeinde leben 8.176 Einwohner auf einer Fläche von 68,4 km² (Stand nach Zahlen von 2011).
Die Gemeinde entstand im Zuge der Gebietsreform in Portugal am 29. September 2013 durch Zusammenlegung der Gemeinden Conceição und Estoi. Conceição wurde Sitz der Gemeinde, die ehemalige Gemeindeverwaltung von Estoi blieb als Außenstelle und Bürgerbüro weiter bestehen.